# Zdzisław Kasprzak
Zdzisław Kasprzak (Poznań, 16 dicembre 1910 – Poznań, 5 agosto 1971) è stato un cestista polacco.

## Carriera
Ha disputato con la Polonia le Olimpiadi di Berlino 1936, giocando quattro partite.

## Palmarès
- Campionato polacco: 1

Lech Poznań: 1948-49